# Pompeia Gemella
Pompeia Gemella (* im 1. Jahrhundert; † zwischen 79 und 81 n. Chr. in Aventicum) war die Amme und Gouvernante des späteren römischen Kaisers Titus.

## Leben
In den Jahren 1886/1887 fanden sich in den Champs Mantillauds (Sektor 3), in der Nekropole vor dem Westtor des antiken Aventicum, mehrere Fragmente einer Grabinschrift aus Marmor, die auf eine kaiserliche Gouvernante hinwiesen. 
Die Inschrift: [D(is)] M(anibus) / Pomp(eiae) Gemell(ae) / Pomp(eia) Dicea l(iberta) / et Primu[l]ia s(erva) / educat(ricis) [A]ug(usti) n(ostri) bedeutet in der Übersetzung: 

„Den Totengöttern! Für Pompeia Gemella, die Erzieherin unseres Kaisers (Titus), (haben) die Freigelassene Pompeia Dicea und die Sklavin Primula das Grabmal errichten lassen.“

Zum Ende seines Lebens siedelte sich Titus Flavius Sabinus, der Grossvater des späteren Kaisers Titus, gemeinsam mit seiner Ehefrau Vespasia Polla, als Geldverleiher in Aventicum an. 
Seinerzeit war es üblich, dass römische Adlige ihre Kinder bei den Grosseltern aufziehen liessen, und so wurde sein Enkel Titus nach Aventicum geschickt; dort lebte er bis zum Jahr 43. Römische Adlige nahmen damals die Dienste von Ammen, Kindermädchen und Gouvernanten in Anspruch, die die Erziehung der Zöglinge übernahmen. So wurde Pompeia Gemella anfangs Amme, dann Kindermädchen und später die Gouvernante, eine educatrix Augusti nostri, von Titus.
Die Grabschrift mit ihrem Cognomen deutet darauf hin, dass sie eine Freigelassene war, die eine bedeutende Position innehatte, weil sie selbst eine Sklavin besass und eine weitere freigelassen hatte. Diese liessen ihr zu Ehren auch diesen Grabstein errichten.